# Тім Пюц
Тім Пюц (нім. Tim Pütz) — німецький тенісист, спеціаліст з парної гри, чемпіон Франції 2023 року в міксті.

## Значні фінали

### Фінали турнірів Великого шолома

#### Мікст: 1 титул
| Результат | Рік  | Турнір      | Поверхня | Партнер  | Супротивники                 | Рахунок          |
| --------- | ---- | ----------- | -------- | -------- | ---------------------------- | ---------------- |
| Перемога  | 2023 | French Open | Грунт    | Мію Като | Б'янка Андреєску Майкл Вінус | 4–6, 6–4, [10–6] |

### Фінали турнірів Masters 1000

#### Парний розряд: 2 (1 титул)
| Результат | Рік  | Турнір             | Поверхня | Партнер     | Супротивники             | Рахунок               |
| --------- | ---- | ------------------ | -------- | ----------- | ------------------------ | --------------------- |
| Перемога  | 2021 | Paris Masters      | Хард (з) | Майкл Вінус | П'єр-Юг Ербер Ніколя Маю | 6–3, 6–7(4–7), [11–9] |
| Поразка   | 2022 | Мастерс Цинциннаті | Хард     | Майкл Вінус | Раджив Рам Джо Солсбері  | 6–7(4–7), 6–7(5–7)    |

## Фінали туру ATP

### Парний розряд: 23 (11 титулів, 12 поразок)
| Легенда                       |
| ----------------------------- |
| Турніри Великого шолома (0–1) |
| ATP Фінали (1–0)              |
| ATP Masters 1000 (1–1)        |
| ATP 500 (5–4)                 |
| ATP 250 (4–6)                 |

| Фінали за покриттям |
| ------------------- |
| Тверде (3–5)        |
| Ґрунт (6–3)         |
| Трава (2–4)         |

| Фінали за умовами |
| ----------------- |
| Під небом (9–11)  |
| В залі (2–1)      |

| Результат | В-П   | Дата     | Турнір                                | Tier         | Покриття   | Партнер          | Опоненти                            | Рахунок                |
| --------- | ----- | -------- | ------------------------------------- | ------------ | ---------- | ---------------- | ----------------------------------- | ---------------------- |
| Перемога  | 1–0   | Чер 2018 | Stuttgart Open, Німеччина             | ATP 250      | Трава      | Філіпп Пецшнер   | Роберт Ліндстедт Марцин Матковський | 7–6(7–5), 6–3          |
| Перемога  | 2–0   | Тра 2019 | BMW Open, Німеччина                   | ATP 250      | Ґрунт      | Фредерік Нільсен | Марсело Демолінер Дівідж Шаран      | 6–4, 6–2               |
| Перемога  | 3–0   | Тра 2021 | Estoril Open, Португалія              | ATP 250      | Ґрунт      | Юго Нис          | Люк Бембрідж Домінік Інглот         | 7–5, 3–6, [10–3]       |
| Перемога  | 4–0   | Тра 2021 | ATP Lyon Open, Франція                | ATP 250      | Ґрунт      | Юго Нис          | П'єр-Юг Ербер Ніколя Маю            | 6–4, 5–7, [10–8]       |
| Перемога  | 5–0   | Лип 2021 | Hamburg European Open, Німеччина      | ATP 500      | Ґрунт      | Майкл Вінус      | Кевін Кравіц Горія Текеу            | 6–3, 6–7(3–7), [10–8]  |
| Перемога  | 6–0   | Лис 2021 | Мастерс Париж, Франція                | Masters 1000 | Тверде (i) | Майкл Вінус      | П'єр-Юг Ербер Ніколя Маю            | 6–3, 6–7(4–7), [11–9]  |
| Поразка   | 6–1   | Лют 2022 | Rotterdam Open, Нідерланди            | ATP 500      | Тверде (i) | Ллойд Гарріс     | Робін Гаасе Матве Мідделкоп         | 6–4, 6–7(5–7), [5–10]  |
| Перемога  | 7–1   | Лют 2022 | Dubai Tennis Championships, ОАЕ       | ATP 500      | Тверде     | Майкл Вінус      | Нікола Мектич Мате Павич            | 6–3, 6–7(5–7), [16–14] |
| Поразка   | 7–2   | Чер 2022 | Stuttgart Open, Німеччина             | ATP 250      | Трава      | Майкл Вінус      | Губерт Гуркач Мате Павич            | 6–7(3–7), 6–7(5–7)     |
| Поразка   | 7–3   | Чер 2022 | Halle Open, Німеччина                 | ATP 500      | Трава      | Майкл Вінус      | Марсель Гранольєрс Орасіо Себальйос | 4–6, 7–6(7–5), [12–14] |
| Поразка   | 7–4   | Лип 2022 | Austrian Open Kitzbühel, Австрія      | ATP 250      | Ґрунт      | Майкл Вінус      | Педро Мартінес Лоренцо Сонего       | 7–5, 4–6, [8–10]       |
| Поразка   | 7–5   | Сер 2022 | Мастерс Цинциннаті, США               | Masters 1000 | Тверде     | Майкл Вінус      | Ражів Рам Джо Солсбері              | 6–7(4–7), 6–7(5–7)     |
| Поразка   | 7–6   | Кві 2023 | Bavarian Championships, Німеччина     | ATP 250      | Ґрунт      | Кевін Кравіц     | Александер Ерлер Лукас Мідлер       | 3–6, 4–6               |
| Поразка   | 7–7   | Чер 2023 | Stuttgart Open, Німеччина             | ATP 250      | Трава      | Кевін Кравіц     | Нікола Мектич Мате Павич            | 6–7(2–7), 3–6          |
| Перемога  | 8–7   | Лип 2023 | Hamburg Open, Німеччина (2)           | ATP 500      | Ґрунт      | Кевін Кравіц     | Сандер Жіє Йоран Вліґен             | 7–6(7–4), 6–3          |
| Поразка   | 8–8   | Січ 2024 | Brisbane International, Австралія     | ATP 250      | Тверде     | Кевін Кравіц     | Ллойд Ґласспул Жан-Жульєн Роєр      | 6–7(3–7), 7–5, [10–12] |
| Поразка   | 8–9   | Чер 2024 | Halle Open, Німеччина                 | ATP 500      | Трава      | Кевін Кравіц     | Сімоне Болеллі Андреа Вавассорі     | 6–7(3–7), 6–7(5–7)     |
| Перемога  | 9–9   | Лип 2024 | Hamburg Open, Німеччина (3)           | ATP 500      | Ґрунт      | Кевін Кравіц     | Фаб'єн Ребуль Едуар Роже-Васслен    | 7–6(10–8), 6–2         |
| Поразка   | 9–10  | Вер 2024 | Відкритий чемпіонат США з тенісу, США | Grand Slam   | Тверде     | Кевін Кравіц     | Макс Перселл Джордан Томпсон        | 4–6, 6–7(4–7)          |
| Перемога  | 10–10 | Лис 2024 | Фінал ATP, Італія                     | ATP Фінали   | Тверде (i) | Кевін Кравіц     | Марсело Аревало Мате Павич          | 7–6(7–5), 7–6(8–6)     |
| Поразка   | 10–11 | Січ 2025 | Adelaide International, Австралія     | ATP 250      | Тверде     | Кевін Кравіц     | Сімоне Болеллі Андреа Вавассорі     | 6–4, 6–7(4–7), [9–11]  |
| Поразка   | 10–12 | Кві 2025 | Bavarian Championships, Німеччина     | ATP 500      | Ґрунт      | Кевін Кравіц     | Андре Ґоранссон Сем Вербек          | 4–6, 4–6               |
| Перемога  | 11–12 | Чер 2025 | Halle Open, Німеччина                 | ATP 500      | Трава      | Кевін Кравіц     | Сімоне Болеллі Андреа Вавассорі     | 6–3, 7–6(7–4)          |